# いっしょに歩いていける
『いっしょに歩いていける』（いっしょにあるいていける）は、森口博子の5枚目のスタジオ・アルバム。1993年7月7日にキングレコードから発売された。

## 解説
- 前作『引っ越しをするよ!』から約1年ぶりのアルバムで、森口が司会を務めた『夢がMORI MORI』のテーマソングである「スピード」と「ホイッスル」のほか、全11曲が収録されたアルバムである。

## 批評
| 専門評論家によるレビュー | 専門評論家によるレビュー |
| レビュー・スコア         | レビュー・スコア         |
| 出典                     | 評価                     |
| ------------------------ | ------------------------ |
| CDジャーナル             | 肯定的                   |

CDジャーナルは、「なんとも気持ちよさそうに歌ってる感じがよいですね。洗いざらしのTシャツが似合う日曜朝の女の子みたいな爽やかさが◎。」と肯定的に評価している。

## 収録曲
| #         | タイトル                       | 作詞             | 作曲               | 編曲      | 時間  |
| --------- | ------------------------------ | ---------------- | ------------------ | --------- | ----- |
| 1.        | 「いっしょに歩いていける」     | 大城光恵         | 大城光恵           | 新川博    | 4:40  |
| 2.        | 「ホイッスル」                 | 森口博子・西脇唯 | 奥居香             | 奥居香    | 4:05  |
| 3.        | 「ターコイズブルーが揺れても」 | 西脇唯           | 西脇唯             | 亀田誠治  | 4:57  |
| 4.        | 「持ちきれないほどの愛」       | 根本要           | 根本要             | 十川知司  | 4:41  |
| 5.        | 「今日はお寝坊DAY」            | 森口博子         | 小室和之           | 新川博    | 4:52  |
| 6.        | 「猫になる日」                 | 大城光恵         | 大城光恵           | 亀田誠治  | 3:01  |
| 7.        | 「プレゼント」                 | 野村義男         | 野村義男           | 野村義男  | 4:28  |
| 8.        | 「あふれ出す思いのために」     | 西脇唯           | 西脇唯・緒里原洋子 | 亀田誠治  | 5:49  |
| 9.        | 「生まれ変ったみたいに」       | 佐藤純子         | 亀井登志夫         | 十川知司  | 4:18  |
| 10.       | 「空と雲」                     | 根本要           | 根本要             | 十川知司  | 5:17  |
| 11.       | 「スピード」                   | 西脇唯           | 奥居香             | 奥居香    | 3:58  |
| 合計時間: | 合計時間:                      | 合計時間:        | 合計時間:          | 合計時間: | 50:06 |

## 楽曲解説
1. いっしょに歩いていける
2. ホイッスル
  - フジテレビ系『夢がMORI MORI』テーマ曲
3. ターコイズブルーが揺れても
4. 持ちきれないほどの愛
5. 今日はお寝坊DAY
6. 猫になる日
7. プレゼント
8. あふれ出す思いのために
9. 生まれ変ったみたいに
10. 空と雲
11. スピード
  - フジテレビ系『夢がMORI MORI』SUPER KICK BASE テーマ曲